# Borgo Wührer

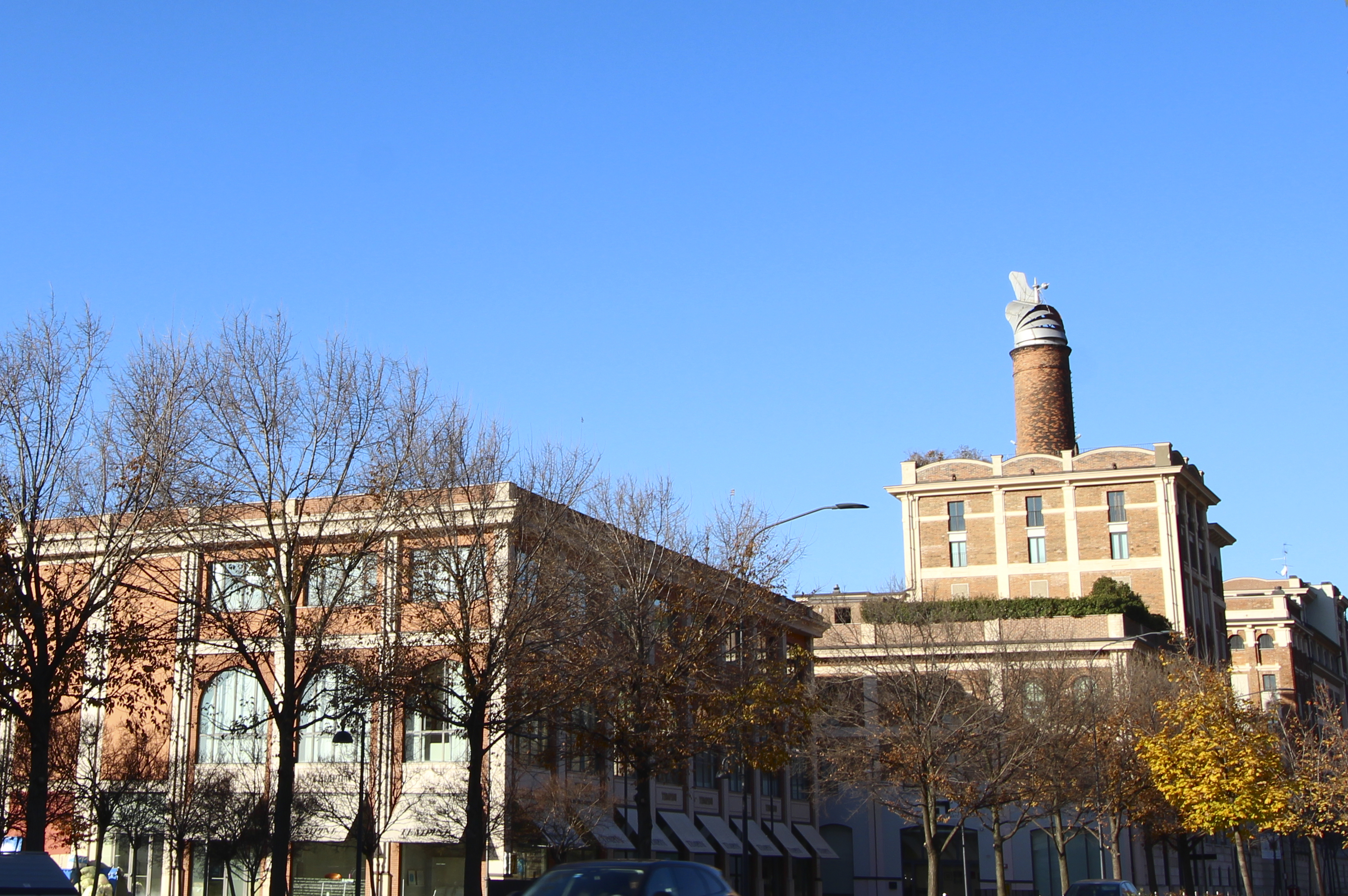
Veduta del Borgo Wührer

Borgo Wührer è un moderno quartiere di Brescia, inserito nella circoscrizione del centro, che sorge oggi dove un tempo aveva sede la fabbrica della rinomata birra Wührer, la più antica d'Italia.

## Storia
L'antica fabbrica di birra "Wührer" fu fondata da Franz Xaver Wührer nel 1829 a Brescia, in via Trieste.
Nel 1889 il figlio di questi, Pietro Wührer, edificò in una zona periferica della città (La Bornata), un moderno stabilimento, completato nel 1895.
Per decenni qui venne prodotta birra e, per un breve periodo, venne tentata anche la strada di altri prodotti (tra cui la produzione di dadi da cucina in glutammato).
L'evoluzione della struttura si espanse sino al 1946, quando raggiunse l'aspetto che ha ancora oggi.
Negli anni ottanta la famiglia Wührer cedette il marchio alla Peroni che, dopo poco, chiuse lo stabilimento di Brescia. Da allora tale area è rimasta completamente inutilizzata, sino al 2001, anno in cui ne viene deciso il recupero.

## Il recupero
Il recupero della ex fabbrica di birra Wührer è passato attraverso una lunga opera di riconversione strutturale con la conservazione integrale dei corpi di fabbrica.
Mantenendo intatta la struttura del precedente complesso produttivo, sono stati ricavati appartamenti e negozi.
Da notare il mantenimento dell'aspetto visivo della fabbrica.
Gli edifici sono accorpati tra loro secondo un criterio più funzionale che estetico, distribuiti in modo da consentire razionali collegamenti, com'è lecito aspettarsi in una fabbrica.
La mole degli stessi è per lo più massiccia ed austera, caratteristica accentuata dal rivestimento esterno in mattoni rossi.
Spicca tra tutti la "torre" che ospitava, nel passato, l'ufficio di Pietro Wührer, e che richiama allo spettatore un'altra torre di moderna fattura presente in città: quella dell'INA Assicurazioni di piazza Vittoria.

## Descrizione
Borgo Wührer viene concepito come un vero e proprio borgo autosufficiente, ma permeabile all'esterno.
È pertanto dotato di tutti i servizi essenziali ed è separato dal resto della città da quel che un tempo era il recinto della fabbrica.
I collegamenti verso l'esterno (viale della Bornata) avvengono con strade che attraversano quelli che un tempo erano i tre cancelli del complesso produttivo.
Il nuovo quartiere è suddiviso in due aree distinte: una prima commerciale/direzionale, ed una seconda residenziale.
L'insieme è dotato di ampi parcheggi e piste ciclabili.
Il quartiere nel complesso è estremamente lussuoso e moderno, e viene visto come un ideale e virtuale prolungamento del centro.
I ritardi nel completamento della ristrutturazione e gli alti costi degli immobili, unitamente alla distanza dalle strutture del centro storico, ne hanno frenato, almeno inizialmente, la "colonizzazione" da parte dei bresciani.
Ora "bW", oltre ad essere stato fino al 2012 il ritrovo del venerdì e sabato sera per i giovani bresciani, grazie soprattutto ai molti locali aperti nel corso degli anni, è sede di numerosi ed importanti uffici.